# طلعت رميح
طلعت رميح هو كاتب ومحلل سياسي مصري، عمل رئيسا لتحرير جريدة الشعب الناطقة باسم حزب العمل وقبلها عمل مديرا لتحرير الصحيفة ثم نائبا لرئيس تحريرها.وتولى رئاسة تحرير جريدة الدستور ومشرف عام على جريدة الوادى ثم تراس تحرير جريدة الفتح لستة أشهر بعد أن أسسها  الناطقة باسم الدعوة السلفية،
رئيس تحرير مجلة «استراتيجيات». تخرج «رميح» من كلية الآداب جامعة القاهرة عام 1978م، ويعمل كاتبًا وباحثًا متخصصًا في شئون الحركات السياسية العربية وفي شئون المقاومة الفلسطينية والعراقية والأفغانية والسورية، وقدم برامج تليفزيونية على قنوات الرافدين ومصر 25 وصفا حصل على الجائزة الأولى في الحوار الصحفي من نقابة الصحفيين المصرية عام 1985م. ا يقوم الآن بإعداد وتقديم برنامج «زوايا نظر» على قناة «الرافدين» الفضائية. تدور معظم كتاباته حول المقاومات العربية والإسلامية.وضيف وحيد \ائم في برنامج رؤية في الأحداث على قناة المجد العامة.يكتب مقالا ثابتا بجريدة الشرق القطرية تحت عنوان احوال عربية منذ عدة سنوات ويحرر صفحه اسبوعية خاصة تحت عنوان بين السطور.نشرت له ابحاث كثيرة في مجلات إستراتيجية عديدة

## مؤلفاته
من أبرز مؤلفاته:
- «مستقبل السودان.. أزمة الهوية، أزمة الحكم، أزمة الجنوب».[4]
- «عثمان..اللغز والاسطورة»[5]
- الوسط والإخوان: الوثائق والقصة الكاملة لأخطر صراع سياسى في التسعينات
- التغيير الأمريكي وأثره على المنطقة: العراق أنموذجا ، عمل مشترك مع فالح خطاب ورائد فوزي، 2009، مؤسسة البصائر.